# Korálovec (had)
Korálovci je skupina jedovatých hadů z čeledi korálovcovití. Vyskytují se v místech s větší vlhkostí, někdy poblíž lidských obydlí v Jižní a Střední Americe a na jihu USA.
Existuje více než 65 uznávaných druhů korálovců ve třech rodech (Leptomicrurus, Micruroides a Micrurus).
Korálovec je velmi podobný korálovce a lidé si je často pletou. Korálovka je na rozdíl od korálovce neškodná a má jiné poskládání barevných pruhů. Korálovec má na sobě černé pruhy ohraničené bílými nebo žlutými, kdežto korálovka má na sobě bílé pruhy ohraničené černými. Američané mají na jejich rozlišení mnemotechnickou pomůcku, kterou lze přeložit jako: „Červená a černá – ten had jedu nemá. Červená a žlutá – smrt tu číhá krutá.“ (Jedna z anglických verzí: „Red on yellow kills a fellow. Red on black, venom lack.“) Nicméně vědci zjistili, že rozpoznávání hadů podle vzoru není vždy zcela spolehlivé, protože někteří hadi nemusí nutně mít typické pruhy střídajících se barev.

## Přehled druhů
rod Micrurus – nejobsáhlejší skupina korálovců.
- Micrurus alleni Schmidt, 19365
- Micrurus albicinctus Amaral, 1925
- Micrurus annellatus Peters, 1871
- Micrurus ancoralis Jan and Sordelli, 1872
- Micrurus altirostris Cope, 1860
- Micrurus averyi Schmidt, 1939
- Micrurus bernadi Cope, 1887
- Micrurus bogerti Roze, 1967
- Micrurus bocourti Jan and Sordelli, 1872
- Micrurus browni Schmidt and Smith, 1943
- Micrurus camilae Renjifo and Lundberg, 2003
- Micrurus catamayensis Roze, 1989
- Micrurus clarki Schmidt, 1936
- Micrurus circinalis Duméril, Bibron and Duméril, 1854
- Micrurus corallinus Merrem, 1820
- Micrurus decoratus Jan, 1858
- Micrurus diastema Duméril, Bibron and Duméril, 1854
- Micrurus diana Roze, 1983
- Micrurus dissoleucus Cope, 1860
- Micrurus distans Kennicott, 1860
- Micrurus dumerilii Jan, 1858
- Micrurus elegans Jan, 1858
- Micrurus filiformis Günther, 1859
- Micrurus ephippifer Cope, 1886
- Micrurus frontalis Duméril, Bibron and Duméril, 1854
- Micrurus frontifasciatus Werner, 1927
- Korálovec žlutavý Linnaeus, 1766
- Micrurus hemprichii Jan, 1858
- Micrurus hippocrepis Peters, 1861
- Micrurus ibiboboca Merrem, 1820
- Micrurus isozonus Cope, 1860
- Micrurus langsdorffi Wagler, 1824
- Micrurus latifasciatus Schmidt, 1933
- Micrurus laticollaris Peters, 1869
- Micrurus lemniscatus Linnaeus, 1758
- Micrurus limbatus Fraser, 1964
- Micrurus margaritiferus Roze, 1967
- Micrurus medemi Roze, 1967
- Micrurus meridensis Roze, 1989
- Micrurus mipartitus Duméril, Bibron and Duméril, 1854
- Micrurus mertensi Schmidt, 1936
- Micrurus multifasciatus Jan, 1858
- Micrurus multiscutatus Rendahl and Vestergreen, 1940
- Micrurus nebularis Roze, 1989
- Micrurus nigrocinctus Girard, 1854
- Micrurus oligoanellatus Averbe and López, 2002
- Micrurus pacaraimae Morta De Carvalho, 2002
- Micrurus ornatissimus Jan, 1858
- Micrurus pachecogili Campbell, 2000
- Micrurus paraensis Cunha and Nascimento, 1973
- Micrurus peruvianus Schmidt, 1936
- Micrurus petersi Roze, 1967
- Micrurus proximans Smith and Chrapliwy, 1958
- Micrurus psyches Daudin, 1803
- Micrurus putumayensis Lancini, 1963
- Micrurus pyrrhocryptus Cope, 1862
- Micrurus remotus Roze, 1987
- Micrurus ruatanus Günther, 1895
- Micrurus serranus Harvey and González, 2003
- Micrurus sangilensis Nicéforo-María, 1942
- Micrurus spixii Wagler, 1824
- Micrurus spurelli Boulenger, 1914
- Micrurus steindachneri Werner, 1901
- Micrurus stewarti Barbour and Amaral, 1928
- Micrurus stuarti Roze, 1967
- Micrurus surinamensis Cuvier, 1816
- Micrurus tener Baird and Girard, 1853
- Micrurus tamaulipensis Lavin-Murcio and Dixon, 2004
- Micrurus tschudii Jan, 1858